# Patrizia La Fonte
Patrizia La Fonte, pseudonimo di Patrizia Balloni (Bagno a Ripoli, 22 settembre 1956), è un'attrice italiana.

## Biografia
Diplomata all'Accademia d'arte drammatica Silvio d'Amico a Roma è stata diretta, tra gli altri, da Antonio Salines, Franco Molè, Daniele D'anza, Marco Bernardi, Roberto Marafante, Maddalena Fallucchi, Riccardo Cavallo.
Al cinema è stata diretta, tra gli altri, da Mario Monicelli e Ferzan Özpetek in Cuore sacro.
In televisione è nota per aver interpretato il ruolo di Olga nella soap opera Incantesimo prodotta dalla Rai dal 1998 al 2008. Successivamente ha preso parte anche a numerosi film per la televisione e fiction di successo come Ho sposato uno sbirro e Atelier Fontana - Le sorelle della moda. Nel 1988-'89 a New York è stata aiuto regista in teatri Off-Broadway. È anche autrice e regista teatrale.

## Filmografia

### Cinema
- Liebeskonzil, regia di Werner Schroeter (1982)
- La ragazza di Trieste, regia di Pasquale Festa Campanile (1982)
- La donna del mare, regia di Sergio Pastore (1984)
- Bertoldo, Bertoldino e Cacasenno, regia di Mario Monicelli (1984)
- Amici miei - Atto IIIº, regia di Nanni Loy (1985)
- I picari, regia di Mario Monicelli (1987)
- Rorret, regia di Fulvio Wetzl (1988)
- Il male oscuro, regia di Mario Monicelli (1989)
- Atto di dolore, regia di Pasquale Squitieri (1990)
- 3, regia di Christian De Sica (1996)
- Il ronzio delle mosche, regia di Dario D'Ambrosi (2003)
- Cuore sacro, regia di Ferzan Özpetek (2005)
- Rosso come il cielo, regia di Cristiano Bortone (2006)
- Io resto qua!, regia di Gianluca Sia (2020)
- Carla, regia di Emanuele Imbucci (2021)
- Senza età, regia di Stefano Usardi (2023)
- Maria Montessori - La Nouvelle Femme (La Nouvelle Femme), regia di Léa Todorov (2023)

### Televisione
- Un commissario a Roma - serie TV (1993)
- Vendetta II: The New Mafia, regia di Ralph L. Thomas - film TV (1993)
- Lui e lei - serie TV (1998)
- Incantesimo - serie TV (1998-2008)
- La guerra è finita - miniserie TV (2002)
- Le ragazze di San Frediano - miniserie TV (2007)
- Ho sposato uno sbirro - serie TV (2010)
- Il commissario Manara - serie TV (2010)
- SOS Befana, regia di Francesco Vicario - film TV (2011)
- Atelier Fontana - Le sorelle della moda - miniserie TV (2011)
- Rodolfo Valentino - La leggenda - miniserie TV (2013)
- Una Ferrari per due, regia di Fabrizio Costa - film TV (1993)
- Provaci ancora prof! - serie TV (2017)
- Romanzo famigliare - serie TV (2018)
- L'allieva - serie TV (2020)
- I cacciatori del cielo - docufilm (2023)